# Koherencja fal
Koherencja fal (z łac. cohaerentia: spójność, spoistość, łączność), spójność fal – właściwość kilku fal wiązana pierwotnie ze zjawiskiem interferencji fal. Uznawano, że fale są spójne, jeśli w wyniku superpozycji fal składowych powstawał stały w czasie obraz interferencyjny. Gdy opracowano metody generowania i detekcji fal o bardzo krótkim czasie trwania, problem spójności zaczęto rozpatrywać jako problem statystyczny.
W ujęciu tradycyjnym spójność to miara stałości różnicy faz dwóch fal (zgodność fazowa). Gdy rozpatrywana jest dla dwóch punktów przestrzeni, jest to koherencja przestrzenna, którą można przedstawić w postaci funkcji:
{\displaystyle f(r,r+dr).}
Gdy dotyczy określonego punktu, a analizowana jest zmienność w czasie, wówczas mówi się o koherencji czasowej, którą można przedstawić w postaci funkcji:
{\displaystyle f(t,t+\tau ).}

## Spójność czasowa
Spójność czasowa określa zdolność do interferencji dwóch promieni światła wychodzących z tego samego punktu źródła światła, w różnych momentach. Promienie te nie muszą być zgodne w fazie, ale ich faza musi się zmieniać w przewidywalny (niechaotyczny) sposób. Jeżeli źródło emituje z jednego punktu falę spójną (o regularnie zmieniającej się fazie) przez czas {\displaystyle \Delta t,} to czas ten nazywa się czasem spójności. Wynosi on zazwyczaj ok. 10−9 s. Spójność czasowa umożliwia np. interferencję w cienkich warstwach.

## Spójność przestrzenna
Spójność przestrzenna jest wielkością charakteryzującą zgodność między fazami fal emitowanych z różnych punktów rozciągłego źródła światła, w danym momencie czasu. W przypadku większości źródeł światła obszar spójności przestrzennej nie przekracza rozmiarów pojedynczego atomu.
Zgodność fazowa jest warunkiem koniecznym, ale niewystarczającym do interferencji.
Zgodność tę łatwo jest uzyskać dla fal o stosunkowo dużych długościach (fale dźwiękowe, radiowe, mikrofale). Przy małych długościach fali, gdy zaczyna ujawniać się jej kwantowa natura (dotyczy to głównie fal elektromagnetycznych), fala jest zazwyczaj strumieniem niespójnych kwantów.